# Baza podataka transporterske klasifikacije
Baza podataka transporterske klasifikacije (engl. Transporter Classification database, TCDB) je klasifikacioni sistem koji je odobrila Međunarodna unija za biohemiju i molekularnu biologiju (IUBMB) za membranske transportne proteine uključujući jonske kanale. Ovaj klasifikacioni sistem je dizajniran da bude analogan sa sistemom EC brojeva za klasifikaciju enzima, mada on takođe koristi filogenetičke informacije.

## Literatura
- Saier MH, Tran CV, Barabote RD (2006). „TCDB: the Transporter Classification Database for membrane transport protein analyses and information”. Nucleic Acids Res. 34 (Database issue): D181—6. PMC 1334385 . PMID 16381841. doi:10.1093/nar/gkj001.
- Busch W, Saier MH (2002). „The transporter classification (TC) system, 2002”. Crit. Rev. Biochem. Mol. Biol. 37 (5): 287—337. PMID 12449427. doi:10.1080/10409230290771528.

## Spoljašnje veze
- [https://web.archive.org/web/20121025133753/http://www.chem.qmul.ac.uk/iubmb/mtp/